# El Palmar (Murcie)
Pour les articles homonymes, voir El Palmar.
El Palmar ou Lugar de Don Juan est un bourg et un district de la municipalité de Murcie.

## Géographie
Il est situé dans la moitié ouest de la Murcie, sur une superficie de 26,339 km2,.

## Démographie
El Palmar comptait 24 266 habitants en 2020. 19,46 % des habitants sont étrangers : 1,79 % viennent d'autres pays d'Europe, 14,55 % sont africains, 2,567 % sont américains et 0,54 % sont asiatiques. Le tableau ci-dessous montre la population du XXIe siècle par périodes de cinq ans. 
|            | 2001   | 2006   | 2011   | 2015   |
| ---------- | ------ | ------ | ------ | ------ |
| Population | 16 544 | 20 703 | 23 728 | 21 306 |

## Personnalités
- Carlos Alcaraz, joueur de tennis, est originaire de la ville.